# Јангце
Јангце, Јангцекјанг, или Чангђанг (кин: 长江 / Cháng Jiāng — „Велика река”, „Дуга(чка) Река”) је река у средишњој Кини. На кинеском Yangzi Jiang се односи само на доњи ток реке, док се цела река назива Chang Jiang. Међутим, пошто су се Европљани првобитно сусрели само са доњим током реке, овај назив се усталио у европским језицима као име за целу реку.
Јангце која је дуга 6380 km, најдужа је река у Азији и трећа по дужни у свету. Ова је река је најдужа на свету међу рекама које у целости теку унутар једне земље. Њен слив обухвата једну петину копненог подручја Народне републике Кине (PRC) и у њеном речном сливу живи једна трећина популације ове земље. Јангце шма шесту по величини запремину водног тока у свету.
Име Јангце је изведено из кинеског имена Yángzǐ Jiāng (listenⓘ), које се заправо односи на доњи део дуг 435 km између Нанкинг и Шангаја. Цела река је позната у Кини као Cháng Jiāng (listenⓘ; дословно: „Дуга река”).
Јангце је имао важну улогу историји, култури и економији Кине. Просперитетна делта реке Јангце ствара око 20% БДП Кине. Река Јангце протиче кроз широк низ екосистема, и она је станиште за неколико ендемских и угрожених врста укључујући кинеског алигатора, безперајасту плискавицу, кинеску велокљунку, и (евентуално изумрлог) кинеског речног делфина или бајџија, и Јангцекјаншку јесетру. Хиљадама година, река је кориштена за воду, иригацију, санитацију, транспорт, индустрију, формирање граница и ратовање. Брана Три клисуре на реци Јангце је највећа хидроелектрана на свету.
Задњих година, река је испаштала од индустријског загађења, пољопривредног одлива, силтације, и губитка мочвара и језера, што појачава сезонске поплаве. Поједине секције реке су сада заштићене као природни резервати. Део узводног Јангцеа који пролази кроз дубоке клисуре у западном Јунану је део Три паралелне реке Јунанске заштићене области, UNESCO светске баштине. Године 2014. кинеска влада је најавила да је приступила изградњи вишеслојне транспортне мреже, која се састоји од железнице, путева и аеродрома, да би се креирао нови економски појас дуж реке.

## Географија
Јангце је највећа река у Азији и трећа по величини на Земљи (После Амазона и Нила). По кинеским географима дуга је 6.380 km, мада се у разним изворима срећу бројке од 5520 km до 6380 km. Површина слива Јангце је 1.775.000 km² и он се простире на око чак 1/5 површине Кине. Јангце извире на планини Тагла у североисточном делу Тибета. У горњем току река протиче кроз огромне клисуре (које су и највеће на Земљи) и ту поседује веома велик хидроенергетски потенцијал. Код Јичанга пролази кроз кањон Сансја дуга 400 km. Пловна је за морске бродове до града Вухана на дужини од 1.200 km, док је за речне пловна до града Чунгкингана у дужини од 2.850 km. Улива се у Источно кинеско море, североисточно од града Шангаја. Ширина њеног ушћа износи преко 20 km. Највеће притоке Јангцеа су: Јалунг, Мин, Кјалинг и Хан. Највећи градови који леже у њеном басену су: Шангај, Нанкинг, Ханкоу (Вухан) и Чунгкинг. Река има веома велики хидроенергетски потенцијал, а на њој се налазе бројна вештачка језера, канали и хидроелектране. Најпознатија грађевина на реци Јангце је Брана Три клисуре у покрајини Хубеј, која је грађена 17 година. Ова брана је након завршних радова 2009. године постала највећа брана на свету. Код Нанкинга и Вухана река је премошћена великим двоспратним мостовима за железнички и друмски саобраћај.

## Хидрологија

### Периодичне поплаве
Десетине милиона људи живи у плавној долини Јангцеа, подручја које бива природно поплављено сваког лета и које је насељиво само зато што је заштићено речним насипима. Поплаве које су довољно велике да преплаве насипе изазвале су огромну штету становништву које живи и ради у тој области. Значајне поплаве су оне из 1931, 1935, 1954. и 1998. године.
Централно кинеске поплаве из 1931. године су се одвиле у виду низа поплава у Републици Кини. Ове поплаве се генерално сматрају једним од најсмртоноснијих природних катастрофа икада забележених, а готово сигурно најсмртоноснијих у 20. веку (када су изузму пандемије и глад). Процене укупног броја смртних случајева крећу се од 145.000 до између 3,7 и 4 милиона.
До поновних поплава реке Јангце је дошло 1935, уз огромне људске жртве.
Од јуна до септембра 1954, поплаве реке Јангце су биле серија катастрофалних потопа до којих је превасходно дошло у провинцији Хубеј. Због необично велике количине падавина, као и изузетно дуге кишне сезоне на средњем делу реке Јангце током касног пролећа 1954. године, река је почела да расте изнад свог уобичајеног нивоа крајем јуна. Упркос напора да се отворе три важна поплавне капије ради ублажавања пораста нивоа воде преусмеравањем тока, плавни нивои су наставили да расту док нису досегли историјски највиши ниво од 44,67 м у Ђингџоу, Хубеју и 29,73 м у Вухану. Број људских жртава од ове поплаве процењен је на око 33.000, укључујући и оне који су умирали од куге након катастрофе.
Поплава реке Јангце из 1998. године (1998年中国洪水) била је велика поплава која је трајала од средине јуна до почетка септембра 1998. године у Народној Републици Кини у долини реке Јангце. Овај догађај се сматра најгором поплавом у Северној Кини у задњих 40 година. У лето 1998, у Кини је дошло до масовног плављења делова долине реке, што је довело до 3.704 смртна случаја, 15 милиона људи је остало без станишта и узроковани су економски губици од 26 милијарди америчких долара. Други изворе наводе да је укупан број смртних случајева био 4150, и да је 180 милиона људи било погођено последицама поплаве. Запањујуће велика површина од 25×106 acres (100.000 km2) је била евакуисана, 13,3 милиона кућа је било оштећено или уништено.

### Деградација реке
Почевши од 1950-их бране и хиљаде километара насипа су изграђени ради контроле поплава, рекултивације земљишта, наводњавања и ради контроле векторских болести, као што су крни метиљи који узрокују шистомијазу. Више од стотине језера је у процесу одвојено од реке. Постојале су капије између реке и језера које су могле да се отворе током поплава. Међутим, фарме и насеља су се појавили на земљишту поред језера, иако је било забрањено насељавање у тим подручјима. Кад је дошло до поплава, показало се да је немогуће да се отворе капије, јер би се тиме узроковала знатна деструкција. Стога су се језера делимично или потпуно исушила. На пример, Бајданг језеро се смањило са 100 km² током 1950-их до 40 km² 2005. године. Џангду језеро је спласнуло на једну четвртину своје пређашње величине. Производња природних рибњака у два језера значајно је опала. Само је неколико великих језера, као што су Бојанг и Дунгтинг, остало везано за Јангце. Одвајање других језера која су служила као природни бафери за поплаве довело је до повећања штете у низводним деловима речног тока. Штавише, природни ток миграторних риба је био ометен и биодиверзитет широм целог слива драматично је пао. Проширио се интензивни узгој рибе у језерима базиран на једној врсте шарана, која је успевала у условима еутрофске воде и која се храни алгама, узрокујући широко загађење. Загађење је погоршано испуштањем отпада са фарми свиња, као и необрађене индустријске и комуналне отпадне воде. У септембру 2012, река Јангце је у близини Чунгкинга постала црвена од загађења. Изградња бране Три кланца створила је непроходну „жељезну баријеру” која је довела до великог смањења биодиверзитета реке. Јангцекјаншка јесетра користи сезонске промене у протоку реке као сигнал када је време за миграцију. Међутим, ове сезонске промене су у знатној мери редуковане бранама и другим препрекама. Друге животиње којима прети непосредна опасност од изумирања су кинески речни делфин,  и Јангцекјаншки алигатор. Заступљеност ових животиња је нагло опала услед комбинације фактора, као што су случајни улов током риболова, речни саобраћај, губитак станишта и загађење. Године 2006. бајџи делфин је изумро; и тиме је изгубљен целокупни биолошки род.

### Допринос загађењу океана
Река Јангце производи највећи део загађења светских океана, према подацима задужбине Чишћење океана, холандске фондације за истраживање животне средине која има фокус на загађењу океана. Заједно са 9 других река, Јангце транспортује 90% све пластике која доспева у океане.

### Поновно повезивање језера
Године 2002. је инициран пилотски програм за поновно повезивање језера са Јангцеом са циљем повећања биодиверзитета и снижавања стопе плављења. Прва језера која су била поново повезана 2004. су била Џангду, Хунгху, и Тјен'е-Џоу у провинцији Хубеј на средишњем делу Јангцеа. Године 2005. језеро Бајданг у провинцији Анхуеј је исто тако поново повезано.
Поновним повезивањем језера је побољшан квалитет воде и рибама је омогућено да мигрирају из реке у језеро, обнављајући своју заступљеност и генетске залихе. Овај покушај је такође показао да се поновним повезивањем језера умањују поплаве. Нови приступ је исто тако економски помогао пољопривредницима. Комплекси рибњака су прешли на природну храну за рибе, што им је помогло у узгоју квалитетније рибе која се може пласирати на тржишту по вишим ценама, те је дошло до повећања њихових прихода за 30%. На основу успешног пилот пројекта, остале покрајинске владе су емулирале ово искуство и поново успоставиле везе са језерима која су претходно била одсечена из реке. У 2005. години успостављен је Јангцекјаншки форум који окупља 13 обалних провинцијских влада ради управљања реком од извора до мора. Године 2006 кинеско Министарство за пољопривреду увело је националну смерницу којом се налаже повезивање реке Јангце са њеним језерима. До 2010. године провинцијске владе у пет провинција и Шангају су успоставили мрежу од 40 ефективно заштићених подручја, која покривају 16500 km². Резултат тога је да су популације 47 угрожених врста повећане, укључујући критично угроженог Јангцекјаншког алигатора. У Шангајској области, поновно успостављена мочварна подручја сада штите изворе воде за пиће у граду. Предвиђено је да се прошири мрежа током целокупног Јангцеа како би се на крају покриле 102 области и 185000 km². Градоначелник Вухана је најавио да ће шест огромних, стагнирајућих урбаних језера укључујући Источно језеро бити поновно повезана уз утрошак 2,3 милијарде америчких долара, чиме ће се креирати највећи кинески урбани мочварни пејзаж.

## Дивље животиње
Река Јангце има велико богатство врста, многе од који су ендемске. Велики део њих је озбиљно угрожен људским активностима.

### Рибе
До 2011. године, било је познато 416 врста рибе у сливу Јангцеа, чиме је обухваћено 362 оних које су строго су слатководне врсте. Преостале су исто тако познате из сланих или брактичних вода, као што су речна ушћа или Источно кинеско море. То чини ову реку чини једном од најбогатијих Азијских река у погледу броја врста. Она има далеко највећи број врста међу кинеским рекама (поређења ради, Бисерна река садржи око 300 врста рибе, а Жута река 150). Група од 178 рибљих врста су ендемске за слив реке Јангце. Многе су присутне само у појединим секцијама речног слива, што је посебно случај са горњим досегом (изнад Јичанга, али испод водотока Тибетанског платоа) где обитава чак 279 врста, укључујући 147 оних које су ендемске за Јангце и 97 строго ендемских (присутних само у том делу слива). У контрасту с тим, горњи водени токови, где је просечна надморска висина изнад 4500 m, дом су за само 14 високоспецијализованих врста, међу којима је 8 ендемских за ову реку. Највећи биолошки редови риба у Јангцеу су Cypriniformes (280 врста, укључујући 150 ендемских), Siluriformes (40 врста, укључујући 20 ендемских), Perciformes (50 врста, укључујући 4 ендемске), Tetraodontiformes (12 врста, укључујући 1 ендемску) и Osmeriformes (8 врста, укључујући 1 ендемску). Други редови немају више од четири врсте у овој реци и једну ендемску.
Присуство многих врста риба у Јангцеу је драстично опало и 65 су признате као угрожене на кинеској црвеној листи из 2009. године. Међу њима су две које се сматрају потпуно изумирлим (Anabarilius liui liui и Atrilinea macrolepis), две које су изумрле у дивљини (Anabarilius polylepis и Schizothorax parvus) и пет које су критично угрожене (Psephurus gladius, Euchiloglanis kishinouyei, Megalobrama elongata, Schizothorax longibarbus и Leiocassis longibarbus). Додатно, две врсте јангцекјаншка јесетра и кинеска јесетра се сматрају критично угроженим према подацима IUCN. Опстанак ове две врсте јесетре је зависан од континуираног ослобађања дела популације узгојене у заточеништву. Кинеска јесетра и кинеска веслокљунка су највеће рибе у реци и оне су међу највећим слатководним рибама на свету. Оне могу да досегну дужину од 5 m и 7 m респективно. Мада има статус критично угрожене врсте пре него изумрле на Кинеској црвеној листи и списку Међународне уније за заштиту природе, даљи опстанак кинеске веслокљунке је упитан. Истраживања која су спровели ихтиолози између 2006 и 2008 нису успела да ухвате ни један примерак, мада су забележена два могућа примерка путем хидроакустичких сигнала. Последњи дефинитни запис је био узорак дуг 3,6 m ухваћен током илегалног риболова 2007. године; упркос покушаја да се одржи у животу, угинуо је убрзо након тога.